# Midnight at the Lost and Found
Midnight At The Lost And Found — музичний альбом американського співака Міта Лоуфа. Виданий у травні 1983 року лейблом Epic Records. Загальна тривалість композицій становить 35:26. Альбом відносять до напрямку рок. 

## Список пісень
1. Razor's Edge  - 4:07
2. Midnight At The Lost And Found  - 3:36
3. Wolf At Your Door  - 4:05
4. Keep Driving  - 3:30
5. The Promised Land – 2:44  - 2:44
6. You Never Can Be Too Sure About The Girl  - 4:28
7. Priscilla  - 3:33
8. Don't You Look At Me Like That  - 3:27 - duet z Dale Krantz Rossington
9. If You Really Want To  - 3:38
10. Fallen Angel  - 3:38